# Joel Chima Fujita
Joel Chima Fujita (藤田 譲瑠 チマ, Fujita Joeru Chima), Tóquio, 16 de fevereiro de 2002 é um futebolista profissional japonês que joga como volante. Atualmente joga pelo Sint-Truiden.

## Vida pessoal
Fujita é filho de pai nigeriano pertencente à etnia igbo e mãe japonesa.

## Carreira em clubes
A carreira profissional de Fujita iniciou em 2019, no Tokyo Verdy, onde chegou em 2013. Seu primeiro jogo foi em setembro, no empate em 1 a 1 com o Albirex Niigata pela J2 League. Assumiu a titularidade em 2020 e tornou-se um dos principais atletas do Verdy na segunda divisão, tendo atuado em 45 jogos e marcado 3 gols.
Em 2021, foi contratado pelo Tokushima Vortis, onde atuou em 33 partidas e marcou um gol. Um ano depois foi para o Yokohama F. Marinos, disputando 94 jogos em 2 temporadas e fazendo 4 gols, tendo conquistado o título da J-League em 2022.
Em julho de 2023, assinou com o Sint-Truiden.

## Carreira internacional
Tendo representado o Japão em vários níveis no futebol juvenil, o volante fez sua estreia pela seleção principal em 19 de julho de 2022, contra Hong Kong, em partida válida pelo Campeonato de Futebol EAFF E-1 de 2022, que venceu com um placar de 6-0 favorável aos Samurais Azuis. Integrou também o elenco que disputou os Jogos Olímpicos de 2024, atuando nas 4 partidas do Japão.

## Títulos
Yokohama F. Marinos
- J-League: 2022[5]
- Supercopa do Japão: 2023

Seleção Japonesa
- Campeonato de Futebol EAFF E-1: 2022

Seleção Japonesa Sub-23
- Copa da Ásia Sub-23: 2024

- Liga dos Campeões da AFC : 2022 [6] [7]
- Copa do Imperador : 2021
- Supercopa do Japão : 2022

### Individuais
- MVP da Copa da Ásia Sub-23: 2024